# Heinz Schmidt (Maueropfer)
Heinz Schmidt (* 26. Oktober 1919 in Berlin; † 29. August 1966 ebenda) war ein Todesopfer an der Berliner Mauer aus West-Berlin. Angehörige der Grenztruppen der DDR erschossen den psychisch kranken Obdachlosen, als er im Berlin-Spandauer Schifffahrtskanal schwamm.
Heinz Schmidt wohnte bis 1962 zusammen mit seiner Frau und drei Kindern im Bezirk Wedding. Wegen einer psychischen Erkrankung wurde er arbeitslos und zum Alkoholiker. Das Amtsgericht Wedding bestellte im gleichen Jahr einen Gebrechlichkeitspfleger für ihn. Nach einer längeren Trennung kam es 1966 zur Scheidung von seiner Frau. Er zog in ein Obdachlosenheim im Viertel. Schmidt fiel mehrfach wegen Bagatelldelikten auf, auch hatte er 1965 die Sektorengrenze an der Oberbaumbrücke überschritten, um DDR-Grenzsoldaten zu beschimpfen.
Am 29. August 1966 ging der stark angetrunkene und nur  mit seiner Unterhose bekleidete Schmidt im Nordhafen ins Wasser. Ohne auf Rufe von Passanten zu reagieren, schwamm er in den Schifffahrtskanal, dessen Wasserfläche zu Ost-Berlin gehörte. DDR-Grenzsoldaten entdeckten ihn und gaben Warnschüsse ab. Nachdem vor Ort angekommene West-Berliner Polizisten ihnen zuriefen, dass der Schwimmer ein angetrunkener West-Berliner sei, schossen sie aus ihrer Stellung am Invalidenfriedhof gezielt auf Schmidt. Schmidt schwamm weiter zum Ost-Berliner Ufer und ging dort an Land, um Schutz hinter einer vorspringenden Verladerampe zu suchen. Trotz der Aufforderung der West-Berliner Polizisten, in Deckung zu bleiben, begab sich Schmidt zurück ins Wasser und schwamm unter dem Beschuss der Grenzer zum Westufer. Er erreichte es, obwohl durch fünf Kugeln getroffen. Die Feuerwehr zog Schmidt aus dem Wasser und brachte ihn gegen 13.45 Uhr ins Rudolf-Virchow-Krankenhaus, wo nur noch sein Tod festgestellt werden konnte. Sein Leichnam wurde am 8. September 1966 auf einem Friedhof im Wedding beerdigt.
Zahlreiche Augenzeugen hatten die Vorgänge von West-Berlin aus beobachtet. Dort wurden später Einschläge von Kugeln in Mauern, einem Auto und einer Wohnung registriert. Ein Sprecher des Berliner Senats bezeichnete den Vorfall als „besonders tragisch, grausam und unmenschlich“. Die Berliner Presse berichtete ausführlich über den Fall. Das Zentralorgan der SED Neues Deutschland bezeichnete ihn als Provokation gegenüber der DDR und unterstrich die „Unantastbarkeit der Staatsgrenze“.
Ein Angehöriger der Grenztruppen der DDR erhielt die „Medaille für vorbildlichen Grenzdienst“ und drei weitere das „Leistungsabzeichen der Grenztruppen“. Gegen die West-Berliner Polizisten erstatteten Bürger Strafanzeigen wegen unterlassener Hilfeleistung, da sie Schmidt trotz der Einschläge von DDR-Geschossen auf West-Berliner Gebiet nicht den in solchen Fällen erlaubten  Feuerschutz gegeben hatten. Zum Verfahren kam es nicht, weil die etwa 150 Meter weit vom Standort der Polizisten entfernten Einschläge von diesen nicht hätten bemerkt werden können. Nach der deutschen Wiedervereinigung kam es zu Ermittlungen gegen die ehemaligen Grenzsoldaten. Sie mussten eingestellt werden, weil aus den Akten der DDR keine eindeutige Zuordnung eines Schützen hervorging und die fraglichen Grenzer die Aussage verweigert hatten.